# سام هيننغز
سام هيننغز (بالإنجليزية: Sam Hennings)‏ هو ممثل أمريكي، ولد في 17 ديسمبر 1950 في الولايات المتحدة.

## أعمال

### أفلام
- (2004) الطيار[1]
- (2005) خراب

### مسلسلات
- جاغ
- جوال تكساس ووكر
- دالاس
- ذا منتاليست
- كاسل
- كولد كيس

## وصلات خارجية
- سام هيننغز على موقع IMDb (الإنجليزية)
- سام هيننغز على موقع ألو سيني (الفرنسية)
- سام هيننغز على موقع أول موفي (الإنجليزية)
- سام هيننغز على موقع قاعدة بيانات الأفلام السويدية (السويدية)
- سام هيننغز على موقع قاعدة بيانات الفيلم (الإنجليزية)
- سام هيننغز على موقع كينوبويسك (الروسية)